# Богелава, Наталья Владимировна
Наталья Владимировна Богелава (род. 10 января 1940, Сталинград) — советская и российская пианистка, концертмейстер, музыкальный педагог. Заслуженная артистка РФ (1997), профессор (2002).

## Биография
Наталья Богелава родилась 10 января 1940 года в Сталинграде (ныне — Волгоград). Первоначальное музыкальной образование получила в Центральной музыкальной школе при Московской консерватории им. П. И. Чайковского, которую окончила в 1958 году. В 1958—1963 годах обучалась на фортепианном факультете Московской консерватории у Льва Оборина и Бориса Землянского. Кроме этого занималась у Сергея Симонова (концертмейстерское мастерство) и у Марка Мильмана (камерный ансамбль).
В 1963 году начала работать концертмейстером кафедры сольного пения вокального факультета Московской консерватории (класс Петра Скусниченко). С 1991 года преподает в Московской консерватории на кафедре концертмейстерского мастерства. Среди её студентов: А. Иванов, Е. Кабанова, А. Кадобнова, Т. Лазарева, А. Мордасов, Н. Овчинников, А. Пищугина, А. Скрылева и другие. С середины 1990-х годов выступала совместно с Ириной Архиповой, Петром Скусниченко, Дмитрием Хворостовским и многими другими. 
По состоянию на 2005 год участвовала как концертмейстер в 30 конкурсах — во всех конкурсах Международных конкурсах имени П. И. Чайковского (c 1972 года), во всех Международных конкурсах вокалистов имени М. И. Глинки (с 1968 года), а также в конкурсах в Германии (Майнц, 1986), Финляндии (Миафраз, 1991—1995), Греции (Афины), Италии (имени Паваротти), Испании («Опералия» Пласидо Доминго), Китае (Пекин) и многих других.